# Zygmunt Buhl
Zygmunt Buhl (ur. 24 października 1927 w Bydgoszczy, zm. 28 września 1978 w Warszawie) – polski lekkoatleta i działacz sportowy, olimpijczyk.
Był sprinterem. Startował na Igrzyskach Olimpijskich w 1952 w Helsinkach w sztafecie 4 × 100 metrów, która odpadła w półfinale (razem z Buhlem biegli w niej Dominik Sucheński, Zdobysław Stawczyk i Emil Kiszka). Trzy razy wystąpił na Akademickich Mistrzostwach Świata, skąd przywiózł srebrne medale w biegu na 400 metrów (Praga 1947) i sztafecie 4 × 100 m (Berlin 1951) oraz brązowe w sztafecie 800+400+200+200 m (Budapeszt 1949) i sztafecie 4 × 400 metrów (Berlin 1951).
Zdobył dwanaście tytułów mistrza Polski:
- bieg na 100 metrów – 1949
- bieg na 400 metrów – 1947
- sztafeta 4 × 100 metrów – 1946, 1947, 1950
- sztafeta 4 × 200 metrów – 1950
- sztafeta 4 × 400 metrów – 1950, 1951 i 1953
- sztafeta szwedzka 400+300+200+100 m – 1947
- sztafeta olimpijska 800+400+200+100 m – 1947 i 1950

Siedem razy był wicemistrzem Polski:
- bieg na 100 m – 1950
- bieg na 200 metrów – 1947 i 1949
- bieg na 400 m – 1953
- sztafeta 4 × 100 m – 1953
- sztafeta 4 × 400 m – 1947 i 1954

Siedem razy był brązowym medalistą:
- bieg na 100 m – 1947, 1951 i 1952
- bieg na 200 m – 1950
- bieg na 400 m – 1948
- sztafeta 4 × 100 m – 1948 i 1951

Reprezentował Polskę w 8 meczach międzypaństwowych. Cztery razy ustanawiał rekordy Polski w sztafetach.
Rekordy życiowe:
- bieg na 100 m – 10,7 s
- bieg na 200 m – 22,1 s
- bieg na 400 m – 49,0 s

Był zawodnikiem HKS Bydgoszcz, AZS Szczecin, Ogniwa Kraków i Wisły-Gwardii Kraków.
Ukończył Studium WF (WSWF) w Krakowie. Był trenerem i działaczem Wisły Kraków, a po przeniesieniu do Warszawy w 1975 sekretarzem generalnym PZPN (od 1977). Zginął potrącony przez autobus. Pochowany na Cmentarzu Salwatorskim w Krakowie (sektor SC1-2-1).

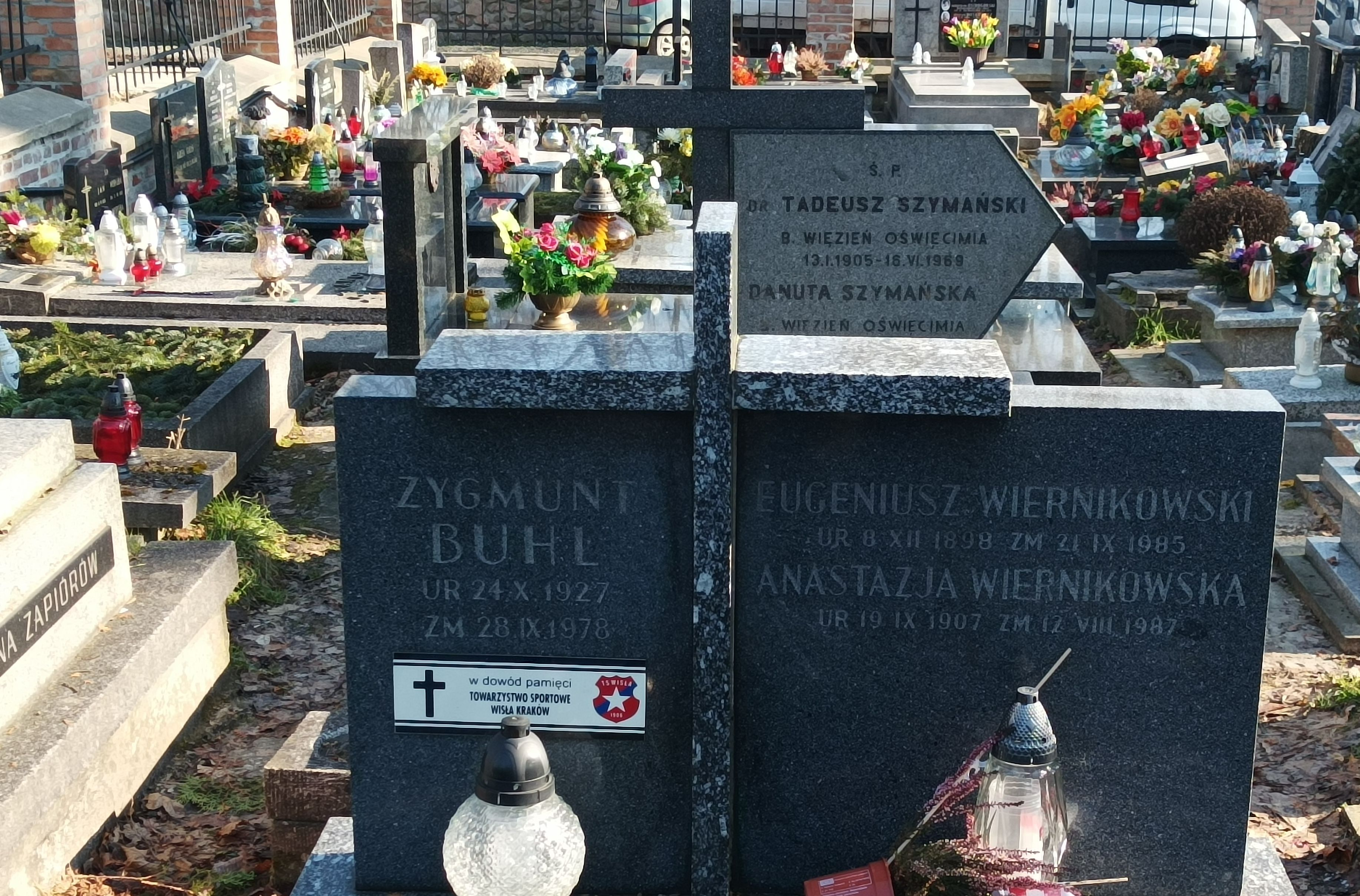
Grób Zygmunta Buhla na Cmentarzu Salwatorskim